# Maxilly-sur-Léman
Maxilly-sur-Léman è un comune francese di 1 286 abitanti situato nel dipartimento dell'Alta Savoia della regione dell'Alvernia-Rodano-Alpi.

## Società

### Evoluzione demografica
Abitanti censiti